# تسخیر پرچم
تسخیر پرچم (به انگلیسی: Capture the flag (CTF)) یک بازی گروهی است که معمولاً توسط کودکان و نوجوانان در فضای آزاد بازی می‌شود. این بازی به حداقل شش بازیکن احتیاج دارد و هر تیم یک پرچم یا نشانه‌ای دیگر دارد؛ هر تیم در تلاش است تا پرچم تیم دیگر را به دست آورد و به سلامت به زمین تیم خود بازگردد. از این بازی هکران در فضای مجازی نیز استفاده کرده‌اند که باید در مسابقه‌ای تلاش کنند، در چندین چالش تست نفوذ، موفق عمل کنند.